# Мандзю (нэнго)
Мандзю (яп. 万寿 мандзю) — девиз правления (нэнго) японского императора Го-Итидзё, использовавшийся с 1024 по 1027 год .

## Продолжительность
Начало и конец эры:
- 13-й день 7-й луны 4-го года Дзиан (по юлианскому календарю — 19 августа 1024 года); причиной объявления нового девиза правления стало начало нового 60-летнего цикла;
- 25-й день 7-й луны 5-го года Мандзю (по юлианскому календарю — 18 августа 1027 года).

## Происхождение
Название нэнго было заимствовано из классического древнекитайского сочинения Ши цзин:「楽只君子、邦家之光、楽只君子、万寿無疆」.

## События
- 1024 год (1-й год Мандзю) — Фудзивара-но Кинто отошёл от государственных дел и уединился в Китаяме в северной части Киото[6] ;
- 4 мая 1026 года (15-й день 4-й луны 3-го года Мандзю) — частичное лунное затмение[7];
- 1026 год (17-й день 6-й луны 3-го года Мандзю) — землетрясение в провинции Ивами, вошедшее в историю под названием Мандзюдзисин (яп. 万寿地震)[8];
- 1027 год (4-й год Мандзю) — Фудзивара-но Митинага скончался в возрасте 62 лет[9];

## Сравнительная таблица
Ниже представлена таблица соответствия японского традиционного и европейского летосчисления. В скобках к номеру года японской эры указано название соответствующего года из 60-летнего цикла китайской системы гань-чжи. Японские месяцы традиционно названы лунами.
| 1-й год Мандзю (Деревянная Крыса) | 1-я луна*       | 2-я луна*  | 3-я луна  | 4-я луна* | 5-я луна  | 6-я луна*              | 7-я луна  | 8-я луна   | 9-я луна*   | 10-я луна  | 11-я луна | 12-я луна*    |                |
| --------------------------------- | --------------- | ---------- | --------- | --------- | --------- | ---------------------- | --------- | ---------- | ----------- | ---------- | --------- | ------------- | -------------- |
| Юлианский календарь               | 13 февраля 1024 | 13 марта   | 11 апреля | 11 мая    | 9 июня    | 9 июля                 | 7 августа | 6 сентября | 6 октября   | 4 ноября   | 4 декабря | 3 января 1025 |                |
| 2-й год Мандзю (Деревянный Бык)   | 1-я луна        | 2-я луна*  | 3-я луна* | 4-я луна  | 5-я луна* | 6-я луна               | 7-я луна* | 8-я луна   | 9-я луна*   | 10-я луна  | 11-я луна | 12-я луна     |                |
| Юлианский календарь               | 1 февраля 1025  | 3 марта    | 1 апреля  | 30 апреля | 30 мая    | 28 июня                | 28 июля   | 26 августа | 25 сентября | 24 октября | 23 ноября | 23 декабря    |                |
| 3-й год Мандзю (Огненный Тигр)    | 1-я луна*       | 2-я луна   | 3-я луна* | 4-я луна* | 5-я луна  | 5-я луна* (високосная) | 6-я луна* | 7-я луна   | 8-я луна    | 9-я луна*  | 10-я луна | 11-я луна     | 12-я луна      |
| Юлианский календарь               | 22 января 1026  | 20 февраля | 22 марта  | 20 апреля | 19 мая    | 18 июня                | 17 июля   | 15 августа | 14 сентября | 14 октября | 12 ноября | 12 декабря    | 11 января 1027 |
| 4-й год Мандзю (Огненный Кролик)  | 1-я луна*       | 2-я луна   | 3-я луна* | 4-я луна* | 5-я луна  | 6-я луна*              | 7-я луна* | 8-я луна   | 9-я луна*   | 10-я луна  | 11-я луна | 12-я луна     |                |
| Юлианский календарь               | 10 февраля 1027 | 11 марта   | 10 апреля | 9 мая     | 7 июня    | 7 июля                 | 5 августа | 3 сентября | 3 октября   | 1 ноября   | 1 декабря | 31 декабря    |                |
| 5-й год Мандзю (Земляной Дракон)  | 1-я луна*       | 2-я луна   | 3-я луна  | 4-я луна* | 5-я луна* | 6-я луна               | 7-я луна* | 8-я луна*  | 9-я луна    | 10-я луна* | 11-я луна | 12-я луна     |                |
| Юлианский календарь               | 30 января 1028  | 28 февраля | 29 марта  | 28 апреля | 27 мая    | 25 июня                | 25 июля   | 23 августа | 21 сентября | 21 октября | 19 ноября | 19 декабря    |                |

* звёздочкой отмечены короткие месяцы (луны) продолжительностью 29 дней. Остальные месяцы длятся 30 дней.